# رغيسة
رَغيسَة (الاسم العلمي Rhyssa) (الاسم العلمي يأتي من اليونانية، ويعني مجعد)، جنس حشرات من غشائيات الأجنحة المخصورة الاشريات الحاشرات وفصيلة النمسيات . أنواعها المعروفة نحو 30 منتشرة في جميع أقطار العالم. أجسامها دقيقة مستطيلة. أطوالها الكاملة، من الرأس إلى طرف المرز، تراوح من 8 إلى 16 مم. أثوابها متباينة الألوان تكثر فيها الشهبة المخضبة بالأصفر. تتميز باستطالة الأجسام والزباني والقوائم والمرزات. مرازتها ضليعة تخترق الشكير والخشب تعتبر من الحشرات المفيدة لأنها تمتح المكن في بطون يرقات الحشرات الخاشبة فتقضي عليها.